# Kończyce (gmina)
Kończyce – dawna gmina wiejska istniejąca w latach 1945–1951 w woj. śląskim i katowickim (dzisiejsze woj. śląskie). Siedzibą władz gminy były Kończyce (obecnie dzielnica Zabrza).
Gmina zbiorowa (o charakterze jednostkowym) Kończyce powstała w grudniu 1945 w powiecie katowickim w woj. śląskim (śląsko-dąbrowskim).
1 stycznia 1946 gmina składała się z samej siedziby i przez to nie była podzielona na gromady. 6 lipca 1950 zmieniono nazwę woj. śląskiego na katowickie.
W związku z likwidacją powiatu katowickiego 1 kwietnia 1951 gmina Kończyce została zniesiona, a jej obszar włączony do Zabrza.